# الحركة الوطنية للمصالحة
الحركة الوطنية للمصالحة (بالإسبانية: Movimiento Nacional de Reconciliación) كان حزبًا سياسيًا قصير العمر في كولومبيا في عام 2006. أسسه الوزير السابق ألفارو ليفا دوران بعد أن قرر حزب المحافظين المنتمي له دعم حملة إعادة انتخاب الرئيس ألبارو أوريبي. وعارض سياسة أوريبي الخاصة بالعمل العسكري ضد القوات المسلحة الثورية لكولومبيا، أعلن لييفا ترشحه للرئاسة في يناير / كانون الثاني 2006 كمستقل، وصرح بأنه سيسعى إلى الوسائل السلمية لإنهاء النزاع. ومع ذلك، في 14 مايو 2006، أعلن انسحابه من السباق، وألقى باللوم على الظلم. وبما أن انسحابه جاء قبل أسبوعين فقط من الانتخابات الرئاسية لعام 2006، فقد ظل اسمه على ورقة الاقتراع، لكنه فاز بنسبة 0.19٪ فقط من الأصوات الشعبية.